# Ceuthophilus mormonius
Ceuthophilus mormonius är en insektsart som beskrevs av Theodore Huntington Hubbell 1936. Ceuthophilus mormonius ingår i släktet Ceuthophilus och familjen grottvårtbitare. Inga underarter finns listade i Catalogue of Life.